# リュシアン・ピサロ
リュシアン・ピサロ（Lucien Pissarro、1863年2月20日 - 1944年7月10日）はフランスの画家、版画家である。有名な印象派の画家、カミーユ・ピサロの息子である。風景画を主に描いたが、静物画や家族の肖像画も描いた。

## 略歴
パリで生まれた 。カミーユ・ピサロの7人の子供の長男で、画家になった弟に、ジョルジュ・ピサロ(Georges Pissarro:1871–1961) とフェリックス・ピサロ(Félix Pissarro:1874–1897) がいる。父親から絵を学び、父親の仲間の画家たちに囲まれて育った。クロード・モネやルノワールといった画家たちがしばしば父親を訪れていた。リュシアン・ピサロはジョルジュ・スーラやポール・シニャックといった同世代の画家たちから影響を受けた。
23歳になった1886年に開かれた最後の印象派展に父親とともに出展した。1886年から1894年の間、スーラやシニャックが創立したパリのアンデパンダン展に出展した。1888年にはブリュッセルの前衛的な展覧会、「20人展」にも出展した。普仏戦争が起きた1870年にしばらく、ロンドンに滞在した後、1890年からロンドンに住むようになり、イギリスの「ラファエル前派」の画家や外光派の画家と交流した。1892年に木版画家の、エスター・ベンスーザン(Esther Levi Bensusan)と結婚し 、1893年からエセックスの Eppingに住んだ。チャールズ・リケッツとチャールズ・シャノンと知り合い、彼らの美術雑誌、「The Dial」に作品を提供した。
1894年に出版社、「エラニー・プレス（Eragny Press）」を設立し、1914年に会社を閉じるまで、妻や自分の木版画で飾られた書籍を出版した。1897年に家族とロンドンのハマースミス・アンド・フラム区のStamford Brookに移った。1903年にはタイプフェース（活字書体）のデザインもした。
画家のウォルター・シッカートと親しくなり、1916年にシッカートらが所属する美術団体、ニュー・イングリッシュ・アート・クラブの会員になり、1910年代にはイギリス各地の風景画を描いた。
1916年にイギリスの市民権を得た。1911年に結成され何度かグループ展を開いた美術家グループ「カムデン・タウン・グループ」の創立メンバーの一人であった。
1944年にドーセットのHewoodで没した。
娘のオロヴィダ・カミーユ・ピサロ（Orovida Camille Pissarro:1893–1968）も画家、版画家になった。

## 作品

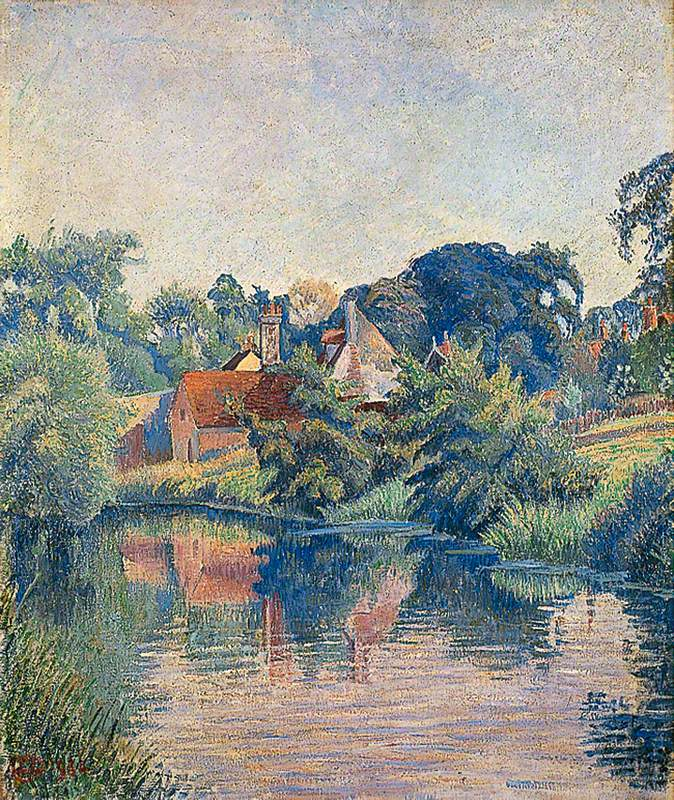
ストー川（Stour）の風景(c.1900)
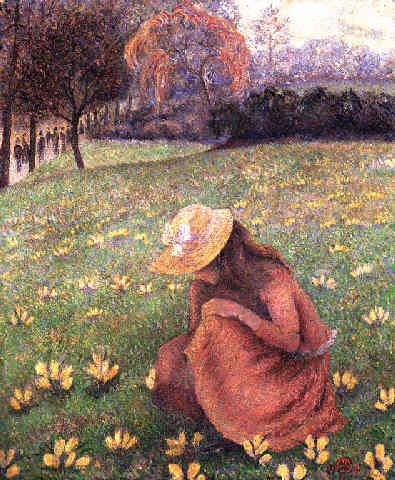
花を摘む少女(c.1900)
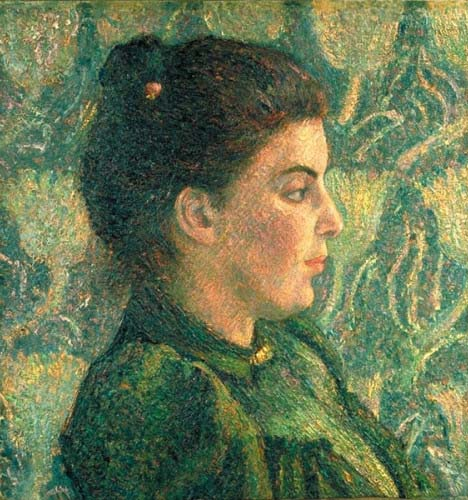
妻エスター・ピサロの肖像画
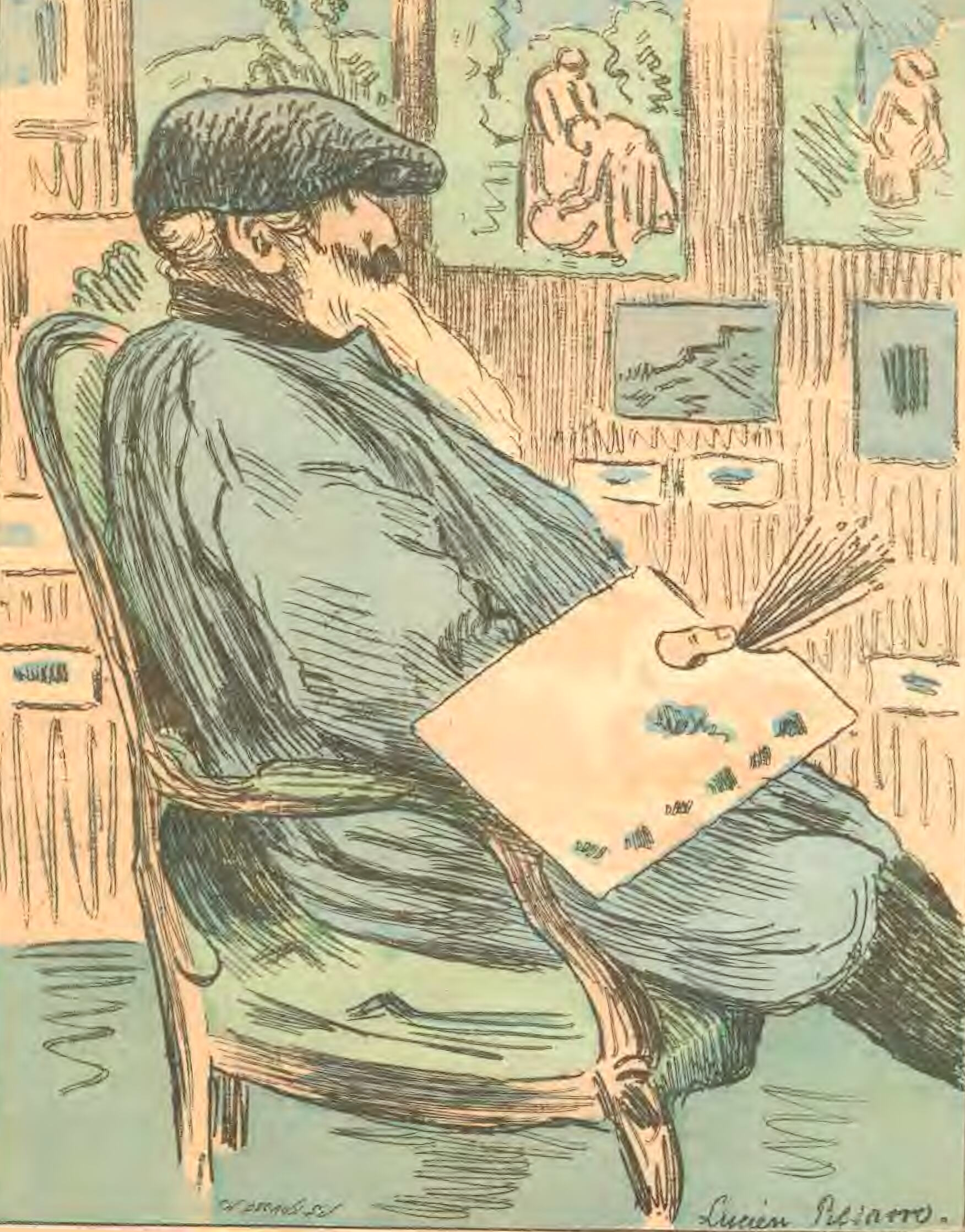
Les Hommes d'aujourd'hui（カミーユ・ピサロの肖像）(1900)

## 関連図書
- Arts Council, Lucien Pissarro 1863–1944 a centenary exhibition (1963)
- Bensusan-Butt, J. Recollections of Lucien Pissarro in his seventies (1977)
- Bidwell, J. MacGregor, M. (eds), Pastorale, wood engravings by Lucien Pissarro, (2011. Whittington Press)
- Canterbury City Council Museums, Lucien Pissarro his influence on English art 1890–1914 (1986)
- Fine Art Society, Drawings, watercolours, oil paintings, woodcuts and etchings by Lucien Pissarro 1863–1944 (2003)
- Genz, M. D. A History of the Eragny Press 1894–1914 (2004)
- Jenkins, D. F. and Bonett, H. Lucien Pissarro 1863–1944, February 2011, in Helena Bonett, Ysanne Holt, Jennifer Mundy (eds.), The Camden Town Group in Context, Tate (2012)
- Meadmore, W. S. Lucien Pissarro un coeur simple (1962)
- Pissarro, C. Camille Pissarro, Lettres à son fils Lucien, ed. J. Rewald (Editions Albin Michel, Paris 1950) [English translation: 'Camille Pissarro, Letters to his son Lucien']
- Pissarro, C. Correspondance de Camille Pissarro, ed. J. Bailly-Herzberg (5 vols., Presses Universitaires de France, Paris, 1980 & Editions du Valhermeil, Paris, 1986–1991) ISBN 2-13-036694-5, 2-905684-05-4, 2-905684-09-7, 2-905684-17-8, 2-905684-35-6
- Pissarro, L. The letters of Lucien to Camille Pissarro 1883–1903, ed. A. Thorold (Cambridge University Press, Cambridge, New York & Oakleigh, 1993) ISBN 0-521-39034-6
- Reed, N. Pissarro in West London (Lilburne Press 1997) ISBN 1 901167 02 X
- Reed, N. Pissarro in Essex (Lilburne Press 1992) ISBN 0 9515258 4 0
- Thorold, A. A Catalogue of the oil paintings of Lucien Pissarro (1983)
- Urbanelli, L. The wood engravings of Lucien Pissarro ... (1994)
- Whiteley, J. (ed). Ashmolean Museum, Lucien Pissarro in England: the Eragny Press 1895–1914, (2011)